# Detlev Lais
Detlev Augustus Lais (né le 11 juin 1911 à Francfort-sur-le-Main, mort en 1978 dans le Sussex de l'Est) est un saxophoniste et chanteur allemand.

## Biographie
Lais passe sa jeunesse à Cologne, où son père travaille comme directeur de banque. Il va à la Hochschule et apprend le violon. En 1934, il joue dans l'orchestre d'Eugen Wolff et à partir de 1938 celui de Kurt Hohenberger où il joue du saxophone ténor et de la clarinette. De 1943 à 1945, il est saxophoniste ténor au sein de l'Orchestre allemand de danse et de divertissement. Il est un saxophoniste dans les big bands de Berlin auprès de Walter Dobschinski, Kurt Widmann, Willy Berking ou Freddie Brocksieper. Dans le domaine du jazz, il est impliqué entre 1933 et 1952 dans 133 sessions d’enregistrement.
Lais est chanteur de schlager de 1945 à 1954. Il chante seul et en duo avec Anneliese Rothenberger et notamment Renée Franke. Après 1954, il joue du saxophone ténor dans diverses formations de jazz avec Kurt Hohenberger, Kurt Henkels, Lutz Templin, le Radio Berlin Tanzorchester, Kurt Widmann ou Eugen Wolff.
Il joue dans les films An jedem Finger zehn, Schlagerparade (1953) ou Les Jolies jambes de Dolores (1957).
Son dernier enregistrement, The Story of Tina, est fait le 23 janvier 1957 pour Polydor.

## Discographie
En tant que chanteur
- 1946 : Morgen scheint wieder die Sonne
- 1946 : Servus Baby
- 1947 : Schade um die Zeit
- 1947 : Nanu, du machst heut so auf Liebe
- 1947 : Auf einer Bank
- 1947 : Ich küsse ihre Hand, Madame
- 1947 : Ramona
- 1947 : Wenn ich dich seh
- 1948 : Es war einmal eine Liebe
- 1948 : Negermamas Wiegenlied
- 1948 : Mexikanische Serenade (South of the Border)
- 1948 : Kleines Liebelied
- 1948 : Besame Mucho
- 1948 : Gisela (Hallo kleines Fräulein)
- 1949 : Echo
- 1949 : Ein kleiner Sonnenstrahl
- 1949 : Der Laternenanzünder
- 1949 : Schau mich bitte nicht so an (La Vie en Rose)
- 1950 : Carolina
- 1950 : Ein Wandersmann
- 1950 : Wer weiß, wer weiß, wer weiß
- 1950 : Wenn die Glocken hell erklingen
- 1950 : Bolero
- 1950 : La-Le-Lu, avec Anneliese Rothenberger
- 1950 : Im Café de La Paix in Paris, avec Anneliese Rothenberger
- 1950 : Eine weiße Rose, avec Renée Franke
- 1950 : Heimatglocken, avec Renée Franke
- 1950 : Wilhelmina
- 1951 : Eine weiße Hochzeitskutsche, avec Renée Franke
- 1951 : Das machen nur die Beine von Dolores, avec Friedel Hensch und die Cyprys
- 1951 : Liebe ist ja nur ein Märchen
- 1951 : Für die ganze Welt verloren, avec Renée Franke
- 1951 : Mona Lisa
- 1951 : Die Nacht ist voller Zärtlichkeit, avec Renée Franke
- 1951 : Seid nett zueinander, avec Renée Franke
- 1951 : Abends in Santa Lucia, avec Renée Franke
- 1952 : Du bist die Liebe, avec Renée Franke
- 1952 : Die alte Nähmaschine, avec Renée Franke
- 1952 : Und die Großmama wiegt leise, avec Renée Franke
- 1952 : Vis-à-vis, cher ami, avec Renée Franke
- 1953 : Es wird ja alles wieder gut
- 1953 : Leg deine Hand in meine Hand, avec Renée Franke
- 1953 : Wirst du wirklich auf mich warten, avec Renée Franke
- 1953 : Es ist so wunderschön, avec Renée Franke
- 1953 : Immer wieder, avec Renée Franke
- 1953 : Zwei Herzen wandern in die weite Welt, avec Renée Franke
- 1953 : Juanita
- 1953 : Lass mich heut mit meiner Liebe nicht allein
- 1954 : Wunderschöne Carmen

## Source de la traduction
- (de) Cet article est partiellement ou en totalité issu de l’article de Wikipédia en allemand intitulé « Detlev Lais » (voir la liste des auteurs).